# Alfred Deakin
Alfred Deakin (ur. 3 sierpnia 1856 w Melbourne, zm. 7 października 1919 tamże) – australijski polityk i prawnik, drugi premier Australii (funkcję tę pełnił trzykrotnie, w latach 1903–1904, 1905–1908 i 1909–1910).

## Życiorys

### Młodość i działalność w okresie kolonialnym
Ukończył studia prawnicze na uniwersytecie w Melbourne, ale sławę zdobył jako dziennikarz piszący wpływowego dziennika „The Age”. W 1879 został wybrany do stanowego parlamentu Wiktorii i w latach 1883–1890 służył jako szef kilku ministerstw. Zostałby zapewne premierem Wiktorii, ale od 1890 poświęcił się sprawie zjednoczenia wszystkich stanów Australii w jednolite państwo (do momentu federacji wszystkie stany Australii funkcjonowały jako niezależne kolonie Anglii). Uważany był za intelektualnego przywódcę ruchu federacyjnego.
W 1900 udał się do Londynu aby przekonać parlament brytyjski do nadania Australii niepodległości. Sam Deakin uważał się za „niezależnego australijskiego Brytyjczyka”, był zdania, że Australia powinna istnieć jako niezależne państwo, ale całkowicie lojalne wobec korony brytyjskiej.

### Po zjednoczeniu Australii
Po zjednoczeniu Australii w 1901 został wybrany do parlamentu federalnego gdzie objął funkcję prokuratora generalnego. W 1903 po rezygnacji Bartona został drugim premierem Australii jako szef rządu mniejszościowego. W 1904 zrezygnował pod presją Partii Pracy, która stanowiła większość w parlamencie, ale już rok później ponownie został premierem po kilku nieudanych próbach sformowania stabilnego rządu przez partię laburzystowską.
W latach 1905–1908 pod jego rządami parlament federalny ustanowił większość podstaw prawnych dzisiejszego Związku Australijskiego. W 1908 partia laburzystowska ponownie zmusiła Deakina do dymisji, ale już rok później, po sformowaniu koalicji z konserwatywnymi partiami zasiadającymi w parlamencie, udało mu się odzyskać tę funkcję i stworzyć pierwszy w dziejach Australii rząd większościowy. Niemniej już w 1910 koalicja przegrała wybory i większość w parlamencie została przejęta przez Partię Pracy a Deakin ostatecznie już odszedł z funkcji szefa rządu.
W 1913 złożył mandat poselski i wycofał się z życia publicznego, głównie w związku z pogarszającym się stanem psychicznym (zapewne z powodu choroby Alzheimera), zmarł w 1919 w wieku zaledwie 63 lat.
Deakin był bardzo płodnym i popularnym publicystą, jego anonimowe komentarze polityczne pojawiały się w londyńskiej gazecie „Morning Post” nawet kiedy sprawował on funkcję premiera. Cieszył się ogólnym szacunkiem przez całą swoją karierę polityczną, znanym był pod przezwiskiem „Affable Alfred” („uprzejmy, układny Alfred”).